# جبير بن مطعم
جبير بن مطعم بن عدي بن نوفل بن عبد مناف بن قصي القرشي النوفلي، صحابي ، يكنى أبا محمد، وقيل: أبا عدي ، أمه أم حبيب، وقيل: أم جميل بنت سعيد، من بني عامر بن لؤي، وقيل: أم جميل بنت شعبة بن عبد الله بن قيس من بني عامر بن لؤي، وأمها: أم حبيب بنت العاص بن أمية بن عبد شمس؛ قاله الزبير.

## نسبه
- هو: جُبَير بن المطعم بن عدي بن نوفل بن عبد مناف بن قصي بن كلاب بن مرة بن كعب بن لؤي بن غالب بن فهر بن مالك بن قريش بن كنانة بن خزيمة بن عامر بن إلياس بن مُضَر النوفلي القرشي الكناني.[5]
- أمه هي: أم جميل بنت شعبة بن عبد الله بن أبي قيس بن عبد ود بن نصر بن مالك بن حسل بن عامر بن لؤي العامرية القرشية الكنانية.

## شخصية جبير بن مطعم
كان من حلماء قريش وساداتهم، وكان يؤخذ عنه النسب لقريش وللعرب قاطبة، وكان يقول: أخذت النسب عن أبي بكر الصديق ، وجاء إلى النبي فكلمه في أسارى بدر، فقال: «لو كان الشيخ أبوك حياً فأتانا فيهم لشفعناه».
وكان لأبيه المطعم بن عدي عند رسول الله يد، وهو أنه كان أجار رسول الله لما قدم من الطائف، حين دعا ثقيفاً إلى الإسلام، وكان أحد الذين قاموا في نقض الصحيفة التي كتبتها قريش على بني هاشم وبني المطلب، وإياه عنى أبو طالب بقوله: «الطويل»

## إسلامه
وكانت وفاة المطعم قبل بدر بنحو سبعة أشهر، وكان إسلام ابنه جبير بعد الحديبية وقبل الفتح، وقيل: أسلم في الفتح.
وروي عن ابن عباس أن النبي ﷺ قال ليلة قربه من مكة في غزوة الفتح: «إن بمكة أربعة نفر من قريش أربأ بهم عن الشرك، وأرغب لهم في الإسلام: عتاب بن أسيد، وجبير بن مطعم، وحكيم بن حزام، وسهيل بن عمرو».

## روايته للأحاديث
روى عنه سليمان بن صرد، وعبد الرحمن بن أزهر، وابناه: نافع ومحمد ابنا جبير. ومن الأحاديث التي رواها جبير بن مطعم عن النبي :
- أخبرنا أبو محمد أرسلان بن بغان الصوفي، أخبرنا أبو الفضل أحمد بن طاهر بن سعيد بن أبي سعيد الميهني الصوفي، أخبرنا أبو بكر أحمد بن علي بن خلف الشيرازي، أخبرنا الحاكم أبو عبد الله الحافظ، أخبرنا أبو بكر أحمد بن إسحاق بن أيوب، حدثنا عمر بن حفص السدوسي، أخبرنا عاصم بن علي، أخبرنا إبراهيم بن سعد، عن أبيه، عن محمد بن جبير بن مطعم، عن أبيه قال: "أتت النبي امرأة فكلمته في شيء، فأمرها أن ترجع إليه، فقالت: يا رسول الله، أرأيت إن رجعت فلم أجدك؟ كأنها تعني الموت، قال: "إن لم تجديني فأتي أبا بكر". اخرجه الثلاثة.
- عن نافع بن جبير بن مطعم عن أبيه قال سمعت النبي يقرأ في المغرب بالطور .[9]

## زوجاته وأولاده
تزوج جبير بن مطعم من امرأتين، وكان له ستة أولادٍ من الذكور، وبنت واحدة وهم:
- أم قتال بنت نافع بن ضريب بن عمرو بن نوفل بن عبد مناف النوفلية القرشية وولدت له: محمد بن جبير وبه يُكَنى أبا مُحَمد، ونافع بن جبير، وأبو سُلَيمان بن جبير، وسعيد الأصغر بن جبير، وعبد الرحمن الأكبر بن جبير، وأم حبيب بنت جبير تزوجها عبد الله بن خالد بن أسيد وولدت له: عبد الملك، وعبد العزيز ابني عبد الله.
- قوالة بنت الحكم بن قريع بن حكيم بن أمية بن حارثة بن الأوقص السلمية وولدت له: سعيد الأكبر بن جُبَير.

## وفاته
توفي جبير سنة سبع وخمسين، وقيل: سنة ثمان ، وقيل: سنة تسع وخمسين في أيام معاوية.